# Розинцева, Светлана Юрьевна
Светла́на Ю́рьевна Ро́зинцева (род. 10 апреля 1966, Краснодар) — советская и российская гандболистка, заслуженный мастер спорта СССР (1990), чемпионка мира 1990 года, бронзовый призёр Олимпиады в Барселоне.

## Биография
Воспитанница СДЮСШОР г. Краснодара. Выступала за «Кубань». В 1990-е-2000-е — основной вратарь женской гандбольной сборной России. Выступала в Испании.
По окончании сезона 2009/10 завершила спортивную карьеру.
С 2010 по 2018 годы была на тренерской работе в «Кубани», отвечала за подготовку вратарей. В феврале 2014 года из-за проблем во вратарской линии клуба (травма основного вратаря) вернулась на гандбольное поле, где сыграла три матча за «Кубань» против Тольяттинской «Лады» в рамках 1/4 финала чемпионата России.
С 2018 года преподаёт физическую культуру в Кубанском государственном университете.

## Достижения
- Бронзовый призёр олимпийских игр в Барселоне-1992.
- Чемпионка мира (1990).
- Чемпион СССР и СНГ (1987, 1992), 4-кратный серебряный призёр чемпионатов СССР.
- Чемпионка мира среди молодёжи (1985).